# Rozkłady okrętowe

Rozkłady okrętowe – organizacyjne ustalenia mające na celu zapewnienie sprawnej obsługi okrętu i jego uzbrojenia, sprzętu i urządzeń technicznych podczas walki i w służbie codziennej.
Rozkłady okrętowe określają zakres czynności (obowiązków) dla poszczególnych grup lub pojedynczych członków załogi. Wykonuje się je w formie bezosobowej, tzn. w odniesieniu do pełnionych funkcji, np. dowódca działu, bosman okrętowy (dla oficerów i bosmanów okrętowych) lub przydzielonych numerów okrętowych (dla podoficerów i marynarzy).
Rozkłady okrętowe dzielą się na:
- bojowe;
- codzienne;
- manewrowe.

## Rozkład bojowy
Jest to zasadniczy dokument zawierający organizację działalności okrętu w czasie wykonywania określonego zadania bojowego. W rozkładzie bojowym dokonuje się podziału załogi według poszczególnych stanowisk dowodzenia i stanowisk bojowych oraz określa się zakres obowiązków służbowych.
Na okrętach wyróżnia się następujące rozkłady bojowe:
- rozkład alarmu bojowego;
- rozkład burty bojowej;
- rozkład wachty bojowej;
- rozkład obrony przeciwawaryjnej okrętu;
- rozkład przygotowania i stawiania min;
- rozkład stawiania i wybierania trałów;
- rozkład przygotowania okrętu do walki i wyjścia na morze.

## Rozkład codzienny
Zawiera organizację codziennej działalności okrętu w ruchu i na postoju. W rozkładzie codziennym dokonuje się podziału załogi i określa się zakres obowiązków przypadających poszczególnym jej grupom i pojedynczym członkom. Wyróżnia się następujące rozkłady codzienne:
- rozkład wachty morskiej postojowej i kotwicznej;
- rozkład zawiadywania, obracania i sprawdzania mechanizmów;
- rozkład przydziału do pomieszczeń (koi, hamaków, szaf, stołów i baków);
- rozkład sprzątania okrętu (generalnego i codziennego).

## Rozkład manewrowy
Zawiera organizację działalności okrętu w czasie wykonywania określonego manewru. W rozkładzie manewrowym dokonuje się podziału załogi na poszczególne grupy manewrowe (np. grupa manewrowa dziób, rufa, śródokręcie) i przydzielania stanowisk obsługi urządzeń manewrowych (np. steru awaryjnego) oraz określa się zakres obowiązków służbowych. Na okrętach wyróżnia się następujące rozkłady manewrowe:
- rozkład manewrowy cumowania (kotwiczenie, dokowanie, holowanie);
- rozkład łodziowy oraz przydział do środków ratunkowych;
- rozkład alarmu „człowiek za burtą”;
- rozkład przyjmowania i zdawania amunicji (paliwa);
- rozkład „do żagli”.